# L'espia honest
L'espia honest (originalment en alemany, Nahschuss) és una pel·lícula dramàtica del 2021 dirigida per Franziska Stünkel. L'agost de 2021 va arribar als cinemes alemanys i el 5 de gener de 2022 es va estrenar la versió doblada en català. La pel·lícula està inspirada en la història de la vida de Werner Teske, l'última víctima d'execució a la República Democràtica Alemanya. El film va guanyar el premi a millor guió en el Festival Internacional de Cinema de Múnic.

## Sinopsi
El científic Franz Walter accepta treballar per al servei d’intel·ligència exterior d’Alemanya i promet lleialtat absoluta al sistema fins que pugui assumir el seu nou càrrec com a catedràtic a la universitat, però aviat es veurà obligat a fer servir pràctiques no gaire adequades per aconseguir les peticions dels seus superiors.